# Рейтинг Букмекерів
«Рейтинг букмекерів» (скорочено РБ) — російський сайт, присвячений спортивним ставкам. Працює з 1 березня 2012 року, має п'ять мовних версій: вірменська, англійська, іспанська, російська, українська.

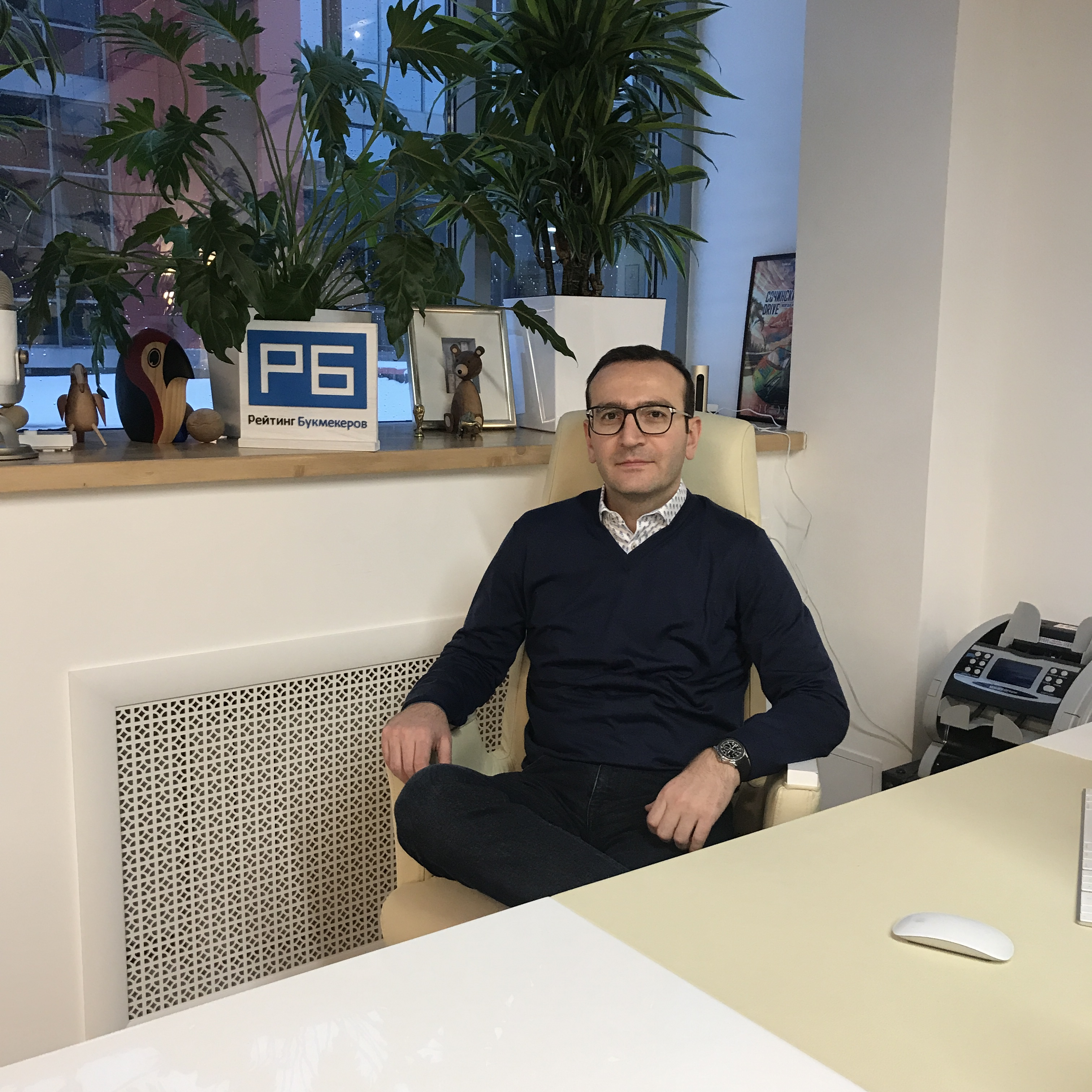
Паруйр Шахбазян

## Опис діяльності
Засновник і власник — Паруйр Шахбазян. Ресурс публікує рейтинг букмекерських контор, приймає скарги на букмекерів, виступає арбітром у суперечках із клієнтами, публікує новини, бізнес-аналітику, інтерв'ю та прогнози.
Серед експертів: коментатор футболу на російському «Матч ТВ» Костянтин Генич, Олексій Андронов, коментатор «Євроспорту» Анна Чакветадзе, екс-головний тренер московського «Спартака» Валерій Карпін, колишній капітан «Спартака» Єгор Титов, екс-чемпіон світу в тяжкій вазі за версією WBA і депутат держдуми РФ VI — VII скликань Микола Валуєв.

## Показники
За даними засновника, Паруйра Шахбазяна, 2015 року виручка склала $1,5 млн, сайт мав 350 тис. відвідувачів заходили на сайт щомісячно.

## Головні редактори
- з 1 березня 2019 — Андрій Бодров[3].

## Дослідження букмекерського ринку Росії
2017 року сайт опублікував маркетингове дослідження промислових ставок на спорт. Воно містило аналіз букмекерської галузі Росії, її учасників — компаній та клієнтів, тенденцій і проблем індустрії. Портал замовив два соціологічних дослідження — у «Аналітичному центрі Юрія Левади» та дослідницькому холдингу «Ромир».
Відповідно до звіту, на 2017 рік індустрія ставок на спорт у Росії мала обсяг 677 млрд рублів ($ 10,1 млрд) за рік. Дохід букмекерів від російського ринку зафіксував 47 млрд рублів (0,7 млрд доларів) за рік, що склало 1,2 % від доходів світової букмекерської галузі. Був спрогнозований ріст обсягу російської індустрії букмекерства до 1,4 трлн рублів, включаючи нелегальний бізнес, впродовж наступних 5 років.

## Премія
2018 сайт представив Премію РБ, нагороду в областях спорту та букмекерства.

## Блокування Роскомнадзором
2016 року сайт двічі потрапив до реєстру заборонених сайтів Роскомнадзору через наявність посилання на онлайн-букмекери, які приймають ставки у росіян без ліцензії ФПС РФ. Восени 2016 року сайт зник з реєстру і був розблокований.

## Нагороди

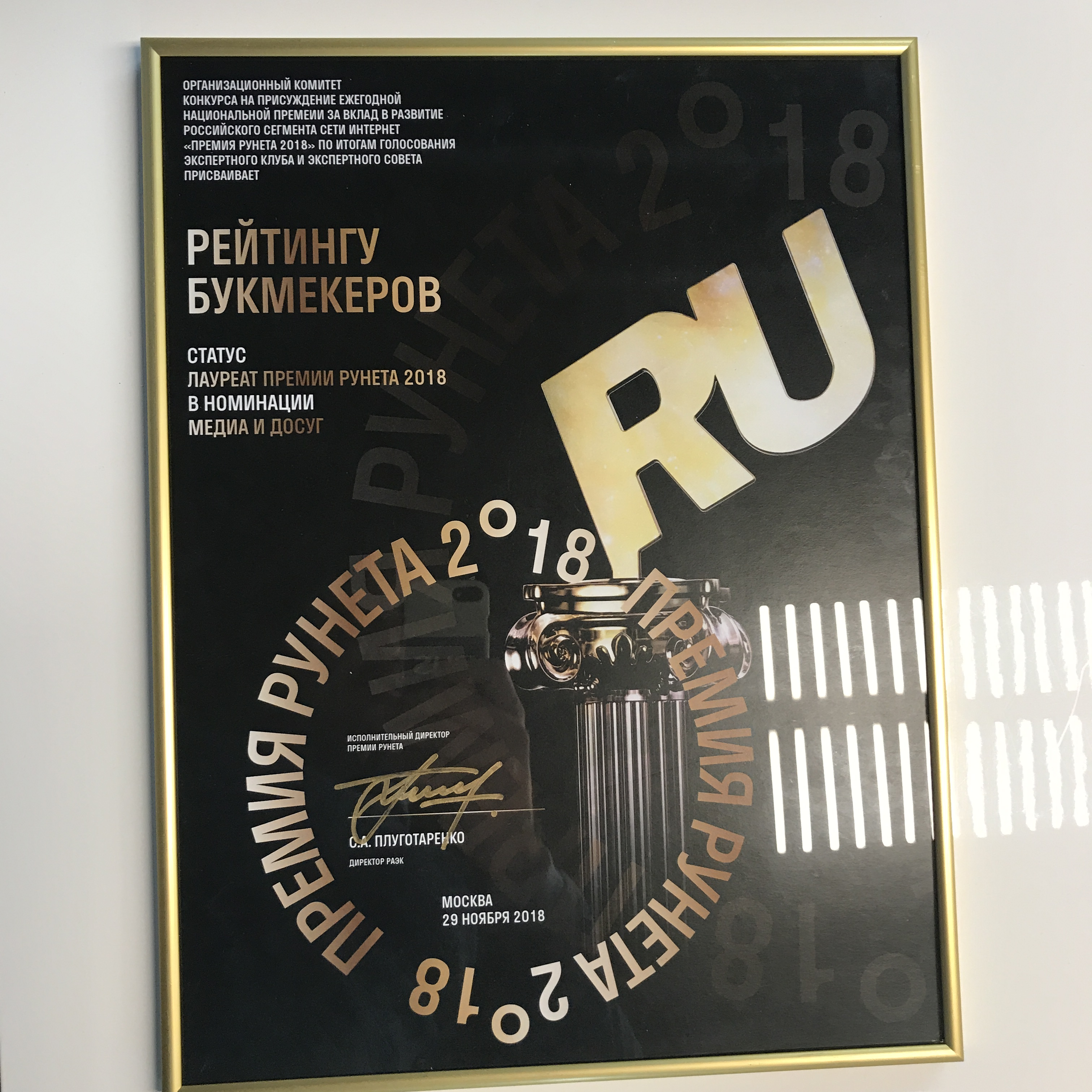
Премія Рунету 2018

- Betting Awards 2015 — переможець в номінації «Кращий інтернет-портал про букмекерство»[9]
- Betting Awards 2016 — переможець в номінації «Кращий інтернет-портал про букмекерство»[10]
- iGB Affiliate Awards 2017 — учасник шорт-листа в номінации «Кращий аффіліат-сайт на іноземній мові»[11]
- Премія «Рунету 2017» — учасник шорт-листу в номінації «Здоров'я та дозвілля»[12]
- Премія «Рунету 2018» — переможець в номінації «Медіа та дозвілля»[13]
- Премія «Золотий сайт 2018» — спецприз в номінації «Кращий сайт для користувачів (b2c)»[14]